# Горки (Лебединский район)
Го́рки (укр. Гірки) — село,
Пристайловский сельский совет,
Лебединский район,
Сумская область,
Украина.
Код КОАТУУ — 5922987803. Население по переписи 2001 года составляло 86 человек .

## Географическое положение
Село Горки находится на правом берегу реки Псёл,
выше по течению на расстоянии в 1 км расположено село Червленое,
ниже по течению на расстоянии в 1,5 км расположено село Пристайлово,
на противоположном берегу — село Барабашовка.
Через село проходит автомобильная дорога Т-1913.